# Pinnixa pearsei
Pinnixa pearsei is een krabbensoort uit de familie van de Pinnotheridae. De wetenschappelijke naam van de soort is voor het eerst geldig gepubliceerd in 1955 door Wass.